# Downtown Disney Californie
Ne pas confondre avec la zone commerciale portant le nom de Downtown Disney en Floride au sein du Walt Disney World Resort.
Downtown Disney est la zone commerciale du Disneyland Resort située entre les parcs et la zone hôtelière. Elle est parfois appelée Downtown Disney District afin de la différencier de celle de Floride.

## Historique
Downtown Disney est une zone de commerces, restaurants et de divertissements. Elle a été construite lors de l’agrandissement du Disneyland Resort en 2001 qui comprend aussi la construction de Disney's California Adventure et l'ouverture du Disney's Grand Californian Resort.
Le projet était de transformer le parc de Disneyland avec ses deux hôtels et un monorail en véritable destination de vacances de plusieurs jours. Ainsi un nouveau parc devait être construit. Plusieurs possibilités ont été évoquées mais il fallait une zone commerciale comme à Walt Disney World Resort. Le parc fut choisi et ce fut Disney California Adventure. À partir de là, la zone commerciale devait s'insérer dans les espaces inoccupés, l'hôtel Disney's Grand Californian Resort étant une autre contrainte.
Disney a essayé de faire de cette zone un espace plus décontracté et moins agressif que le CityWalk des studios Universal d'Hollywood. Le résultat est un découpage en plusieurs zones où les architectures se mêlent sans trop se choquer. La zone longe une grande partie du Disney California Adventure qui est de style Prairie School tandis qu'une centaine de mètres plus loin le Disneyland Hotel affiche ses trois tours de style international. La zone est presque une frise chronologique d'architecture en trois dimensions. Cette zone est aussi un souhait de Disney de détourner les visiteurs des zones commerciales environnantes, très nombreuses dans l'agglomération de Los Angeles.
La construction commença en 1999. Le monorail fut fermé et les routes détournées. Les travaux durèrent jusqu'à l'inauguration le 12 janvier 2001. Mais certaines boutiques n'étaient pas encore prêtes et d'autres ont depuis changé d'enseigne.
La station du Disneyland Hotel du monorail dut être reconstruite dans la zone de Downtown Disney, mais sa position de bougea pas. Un imposant auvent recouvre la station.
Le 3 août 2017, la société The Void, en collaboration avec ILMxLAB et participant au programme Disney Accelerator, va ouvrir une salle de jeu virtuelle sur Star Wars à Downtown Disney et à Disney Springs, nommée Star Wars: Secrets of the Empire,,. Le 25 octobre 2017, Disneyland Resort annonce l'arrêt du projet de stationnement à l'est du complexe au profit d'un nouveau de 6 étages de 6 500 places adjacent au Mickey and Friends existant. Un projet d'hôtel 4 étoiles de 700 chambres est aussi annoncé et doit être construit à la place du cinéma AMC, du Rainforest Café et de l'ESPN Zone. Un second stationnement étagé est également annoncé à l'ouest du Paradise Pier pour compenser les places supprimées par l'hôtel. Le 16 novembre 2017, la société new-yorkaise Black Tap Craft Burgers & Beer fondée par Joe Isidori va ouvrir un restaurant au Downtown Disney.
Le 29 janvier 2018, Disney annonce l'ouverture de bowling Splitsville Luxury Lanes et d'une brasserie Ballast Point à Downtown Disney, le second en fin d'année 2018. Le Splitville occupera l'espace laissé par le House of Blues, soit un édifice de 40 000 pieds carrés (3 716 m2) sur 2 niveaux avec 20 pistes de bowling et un restaurant de 625 places. La brasserie reprend un concept inauguré à San Diego et occupera les espaces libérés par Build-A-Bear Workshop, Chapel Hats et Ridemakerz soit 9 350 pieds carrés (869 m2). Le 2 juin 2018, la dernière ESPN Zone, située dans Downtown Disney ferme ses portes pour faire place à un hôtel. Le 15 juin 2018, Disneyland annonce la fermeture du Rainforest Cafe pour le dimanche 17 juin 2018. Le 25 juin 2018, la première boutique Disney Home, spécialisée dans le mobilier d'intérieur, ouvre. Le 14 septembre 2018, malgré la fermeture en juin et en raison de l'annulation du projet de quatrième hôtel, le restaurant Earl of Sandwich ouvre ses portes mais pour une durée indéterminée. Le 26 octobre 2018, la boutique World of Disney ouvre conjointement avec celle de Floride (27 octobre) avec un concept plus actuel après des rénovations par phases. Le 4 novembre 2018, The Void ouvre à la réservation les attractions de réalité virtuelle sur Ralph 2.0 dont l'ouverture est prévue le 21 novembre au Disney Springs et à Downtown Disney. Le 24 décembre 2018, la boutique Wetzel’s Pretzels rouvre après une rénovation.
Le 18 janvier 2019, la première brasserie artisanale de Disneyland ouvre, tenue par la Ballast Point Brewing Company de San Diego,. Le 15 mars 2019, l'ancien espace de Apricot Lane, Kitson Kids et Starabilias, vidé pour le projet de quatrième hôtel annulé, accueille la première boutique californienne Sugarboo & Co. spécialisé dans les articles de maison, la porcelaine et les bijoux.

## La zone commerciale
La zone peut être découpée en trois. D'abord la partie à l'est à proximité des deux parcs composée de boutiques, puis une place centrale d'où part un pont rejoignant la troisième zone située au pied du Disneyland Hotel. Une partie de Downtown Disney est construite sur un pont au-dessus de Disneyland Drive (anciennement West Street). Elle est plus petite que son homonyme de Floride. Actuellement[Quand ?] aucun billet d'admission n'est requis pour entrer dans Downtown Disney.

### Devant leDisneyland Hotel

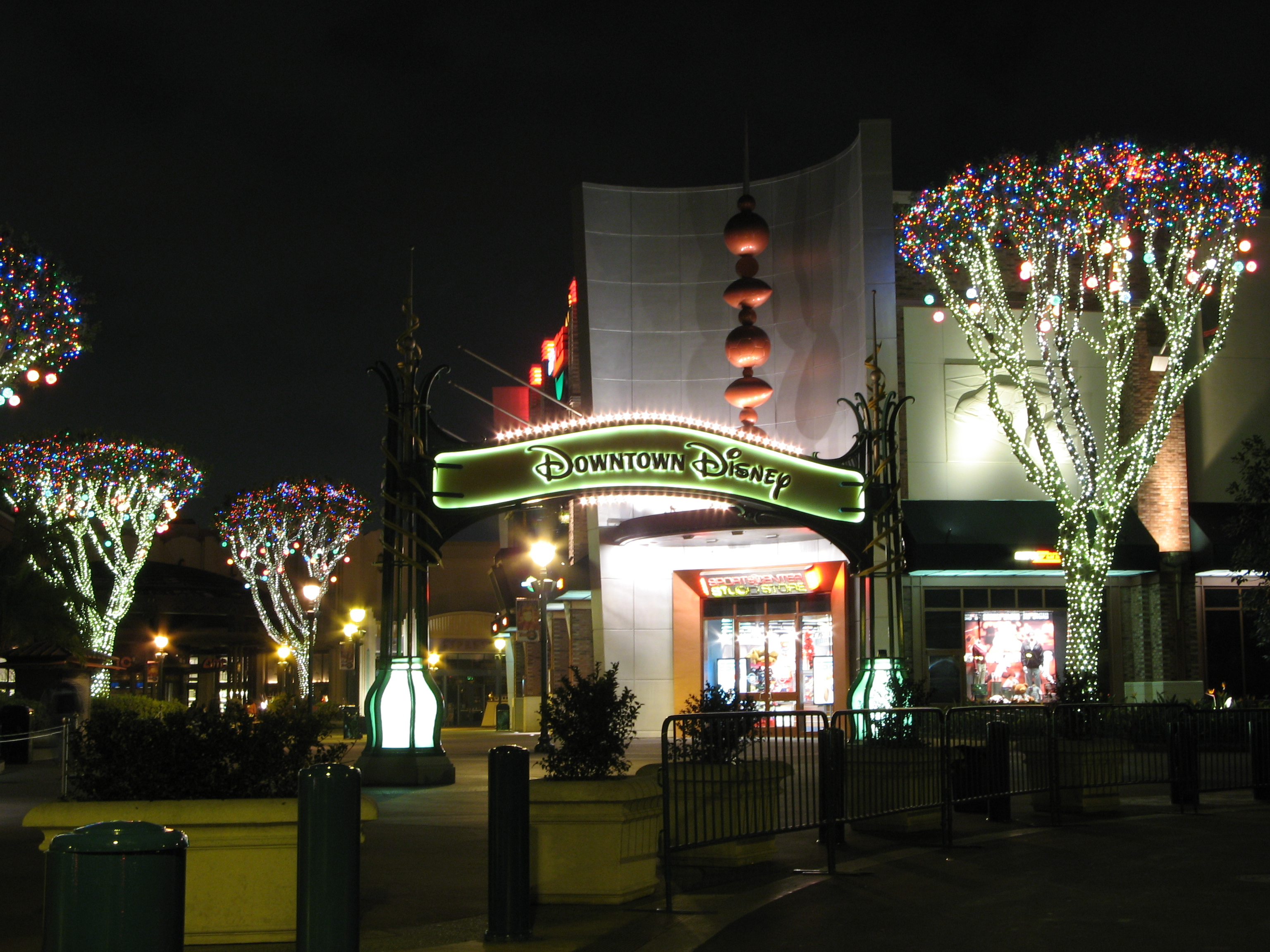
Entrée côté Disneyland Hotel, avec lESPN Zone.

Un chapeau de Mickey dans l'apprenti sorcier de Fantasia trône à l'entrée du Disneyland Hotel et marque l'extrémité ouest de la voie principale traversant Downtown Disney.
- ESPN Zone est un restaurant sur le sport avec une salle de jeux de 1 000 m², et 175  écrans de télé pour visionner toutes les rencontres sportives du moment. Situé sur la gauche de la voie principale, les murs de briques rouges imitant un bâtiment industriel réhabilité sont décorés de grands reliefs blanc sur les sports. Le diamant d'un terrain de baseball est dessiné sur le toit. Le bâtiment masque l'un des parking de l'hôtel et un grand espace servant de dépose-minute. Plus loin derrière se trouve l'énorme structure du Mickey's & Friends Parking.
- Rainforest Cafe situé à côté de l’EPSN Zone avec son restaurant et sa boutique sur le thème de la forêt tropicale, est hébergé dans un temple d'inspiration précolombienne. Un bassin et de nombreuses plantes en font un agréable point de détente. Une voie permet de rejoindre le dépose-minute.
- La station du Disneyland Monorail se situe contre l'arrière du bâtiment du Rainforest Cafe. Elle est recouverte d'un énorme auvent métallique évoquant d'énorme pétales ou feuilles de fleurs. Elle permet de rejoindre la station de Tomorrowland du parc de Disneyland.

Le monorail traverse cette zone et passe entre l’AMC Theatre et la boutique Lego.
Downtown Disney pourrait être agrandi derrière cette section en supprimant ou couvrant le stationnement.

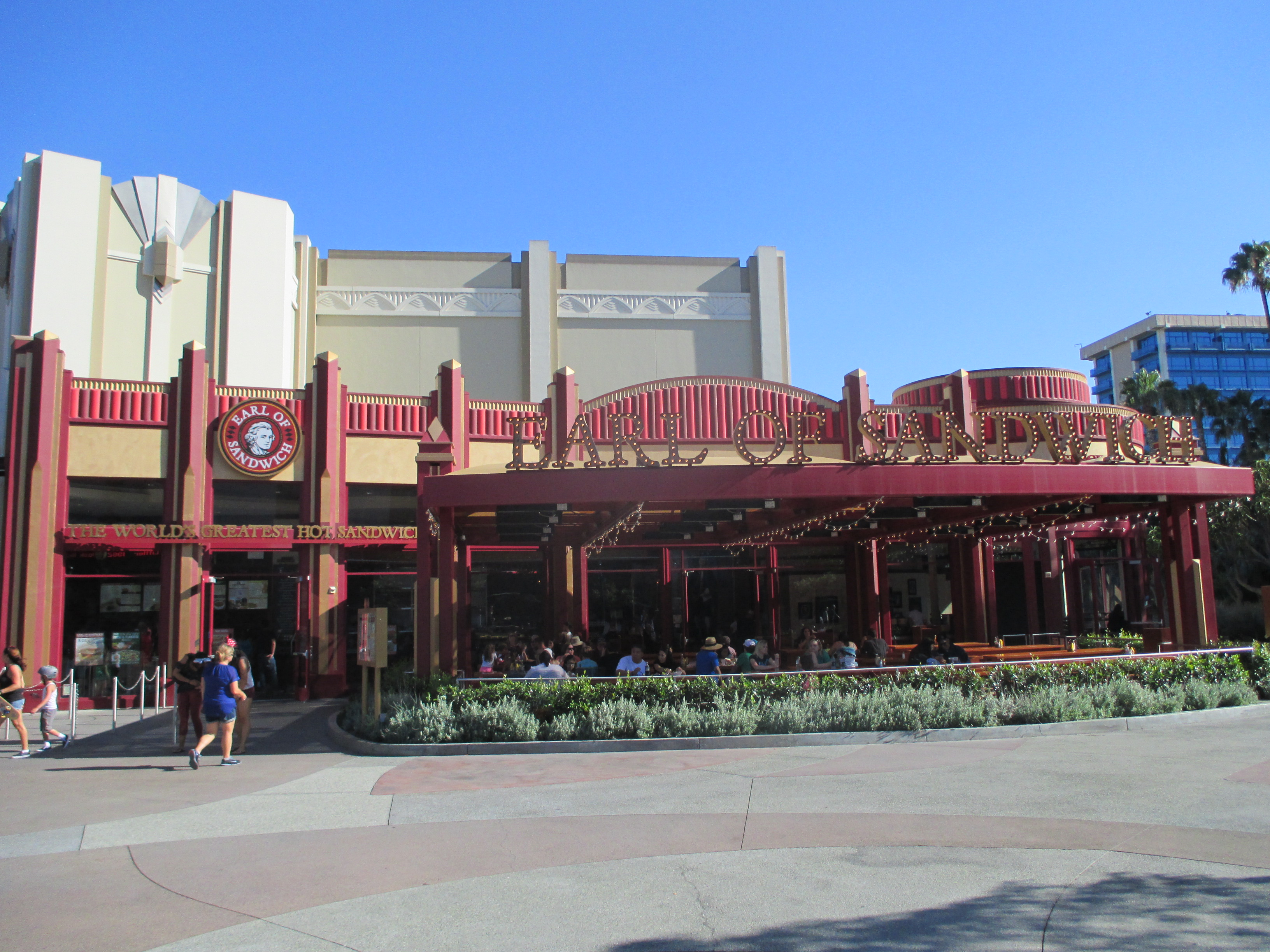
Le Earl of Sandwich en 2014

- L'AMC Theatres est un cinéma de 12 salles, dans un bâtiment situé à droite de la voie principale et d'architecture inspirée des années 1920. L'entrée se fait par un grand hall central sous une rotonde en verre et fer forgé. Les abords sont utilisés par diverses boutiques sur la rue principale ou le long de la voie menant au Paradise Pier Hotel.
- Compass Bookstore est une librairie qui occupe toute la partie gauche (ouest) et l'angle du bâtiment d'AMC. Le 23 mars 2012, le propriétaire de la boutique annonce sa fermeture pour le 31 mars 2012[18]
- Un centre d'information-réservation de la Walt Disney Travel Company se trouve le long de la voie menant au Paradise Pier Hotel, juste après la librairie.
- Starabilias est une boutique occupant l'aile droite du bâtiment d'AMC. Elle propose entre autres des objets sur Hollywood et des souvenirs estampillés Coca-Cola ou Route 66…
- Le LEGO Imagination Center est une boutique et zone de jeux pour les plus jeunes (ou les moins). Coincée entre le pont et le monorail qui le sépare du bâtiment d'AMC, c'est un bâtiment circulaire de couleur jaune canari. Ouverte en 2001 en même temps que la zone, cette boutique a été rénovée en mai 2012[19]
- Earl of Sandwich, restaurant ouvert le 6 novembre 2012[20]. Le 1er octobre 2018, le restaurant rouvre après une fermeture en juin et l'annulation d'un projet d'hôtel mais pour un durée limitée inconnue[21].

### Zone centrale
Cette zone est constituée de deux places, l'une est large avec une fontaine, proche du pont et accueille des restaurants et des divertissements, l'autre circulaire, avec des bâtiments évoquant l'architecture de l'École de Chicago ou les grands magasins Art déco de New York (ceux en brique, fer forgé et verre) mais ici de couleur verte abrite des boutiques. Les angles de la place sont surmontés de tourelles ajourées. Des sculptures en fer forgé vert imitent des fleurs, elles sont inspirées des bouches du métro parisien dessinées par Hector Guimard.
- Ralph Brennan's Jazz Kitchen® est un restaurant de La Nouvelle-Orléans sur le thème du Jazz, des concerts s'y produisant. Le bâtiment de couleur jaune, blanc et rouge évoque légèrement ceux de la capitale du jazz avec son entrée à colonnade métallique. Il est situé au pied du pont, sur le même côté que la boutique Lego.
- Tortilla Jo's est un restaurant ouvert en avril 2004 proposant des plats mexicains. Les portes sont de couleur bleu avec une bande jaune ceinturant le bâtiment de couleur crème. il évoque une hacienda.
C'est l'ancien lieu du restaurant Y Arriba Y Arriba qui propose dans un décor très coloré (en rose clair, rose sombre et jaune) l'héritage espagnol de 1830 (nourriture et musique latine). La spécialité de la maison était les tapas.

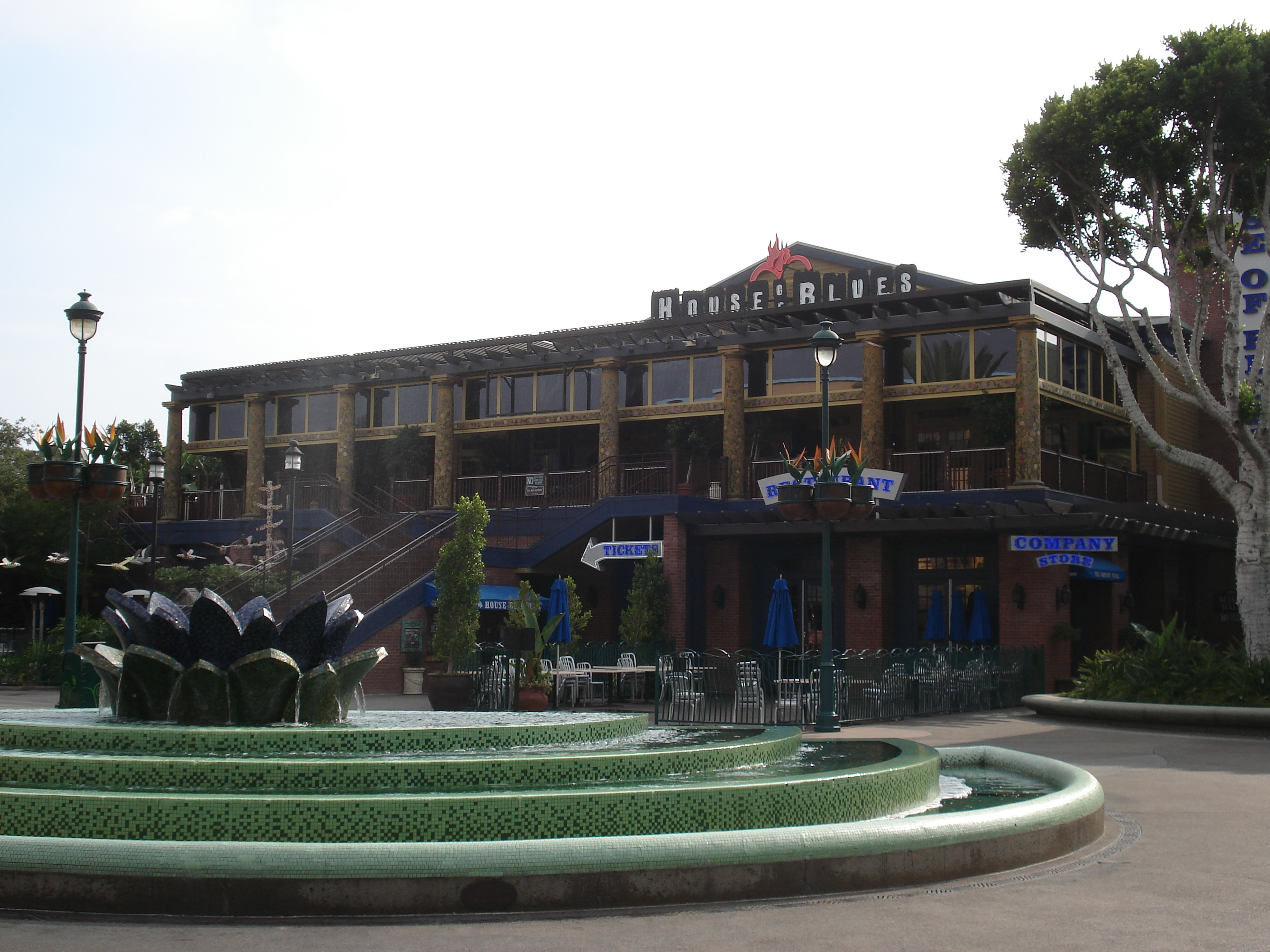
La House of Blues en 2007

- House of Blues est un restaurant avec une grande salle de concert et une boutique, le tout sur le thème du Blues. Le bâtiment de style indéterminable est situé au nord sur la plus grande place. Les éléments d'architecture évoquent les usines avec ses briques, ses peintures bleu-gris et ses ferronneries "rouillées" pour le rez-de-chaussée, puis au premier étage une terrasse à colonnes en faïences ocres soutenant une pergola en bois, devant des murs en bois peints en jaune. L'entrée se fait par un escalier menant à la terrasse sous la pergola. Les tickets peuvent être retirés sous l'escalier.
Le 11 août 2015, House of Blues annonce son intention de quitter Downtown Disney pour un espace plus grand au Anaheim GardenWalk (en) situé non loin[22],[23]. Le 13 septembre 2016, Disneyland Resort a reçu l'autorisation de démolir le bâtiment[24],[25]. Le 7 décembre 2016, Disneyland Resort annonce la construction d'un bowling Splitsville Luxury Lanes à Donwtown Disney avec 20 pistes et 625 places de restaurant au sein d'un édifice de 40 000 pieds carrés (3 716 m2) où se situé de House of Blues prévu pour fin 2017[26].

Deux boutiques sont aussi sur cette place dans les ailes du bâtiment entourant la place "fleurie".
L'espace situé entre le House of Blues et le Tortilla Jo's devait accueillir un DisneyQuest mais en raison du manque de succès de celui de Chicago, le projet fut repoussé, voire abandonné.
- Island Charters est située dans le prolongement de la voie principale et du restaurant.

Ralph Brennan's Jazz Kitchen®. Cette boutique propose des objets des quatre coins du monde mais surtout des lieux exotiques tropicaux accessibles seulement en bateau ou avion.
- Build-A-Bear Workshop® est une boutique où l'on peut choisir l'une des peluches ou la fabriquer. Elle est située près de la House of Blues.

Ensuite autour de la place, on trouve surtout des boutiques sauf aux angles à l'est où ce sont des restaurants-snacks.
- Department 56® est la seule boutique au nord de la place, entourée par la fabrique de boutique et un snack de bretzels, elle propose des décorations en céramique.
- Illuminations® est la boutique la plus à l'ouest de la place. Elle propose des objets en cire, des bougies et autres luminaires.
- Disney Vault 28 propose des vêtements chics des années 1920 à 1940.

Elle remplace depuis le 11 octobre 2006 Hoypoloi® était une boutique sur les vertus des quatre éléments et la relaxation. (fermée début 2006)
- Something Silver est une boutique de bijoux et autres accessoires de mode en argent.
- Catal Restaurant est un restaurant méditerranéen de grande qualité dans un décor Art déco situé à l'angle est de la place.
- Wetzel's Pretzels propose de l'autre côté de la place des bretzels à toutes les accommodations possibles.
- Au centre de la place le UVA Bar propose plusieurs dizaines de vins différents dans un mélange architectural des années 1920 en Europe et aux États-Unis. Il est rattaché au Catal Restaurant dont il lui sert de terrasse.

### Esplanade des parcs
Cette section est une rue de deux pâtés de maisons, le premier n'est construit que d'un seul côté, c'est la boutique World of Disney, le second est un ensemble de boutique et restaurants. Toute la rue est de la même architecture que le Disney's Grand Californian Resort.
- World of Disney est une énorme boutique située à l'extrémité orientale de Downtown Disney et qui vend de nombreux objets Disney. Elle est située au rez-de-chaussée d'une aile (déportée) du Disney's Grand Californian Resort. Des mobiles avec des personnages de Disney ornent chacune des trois entrées. Juste derrière se trouve le parc de Disney's California Adventure et la voie de monorail longe l'arrière de la boutique.

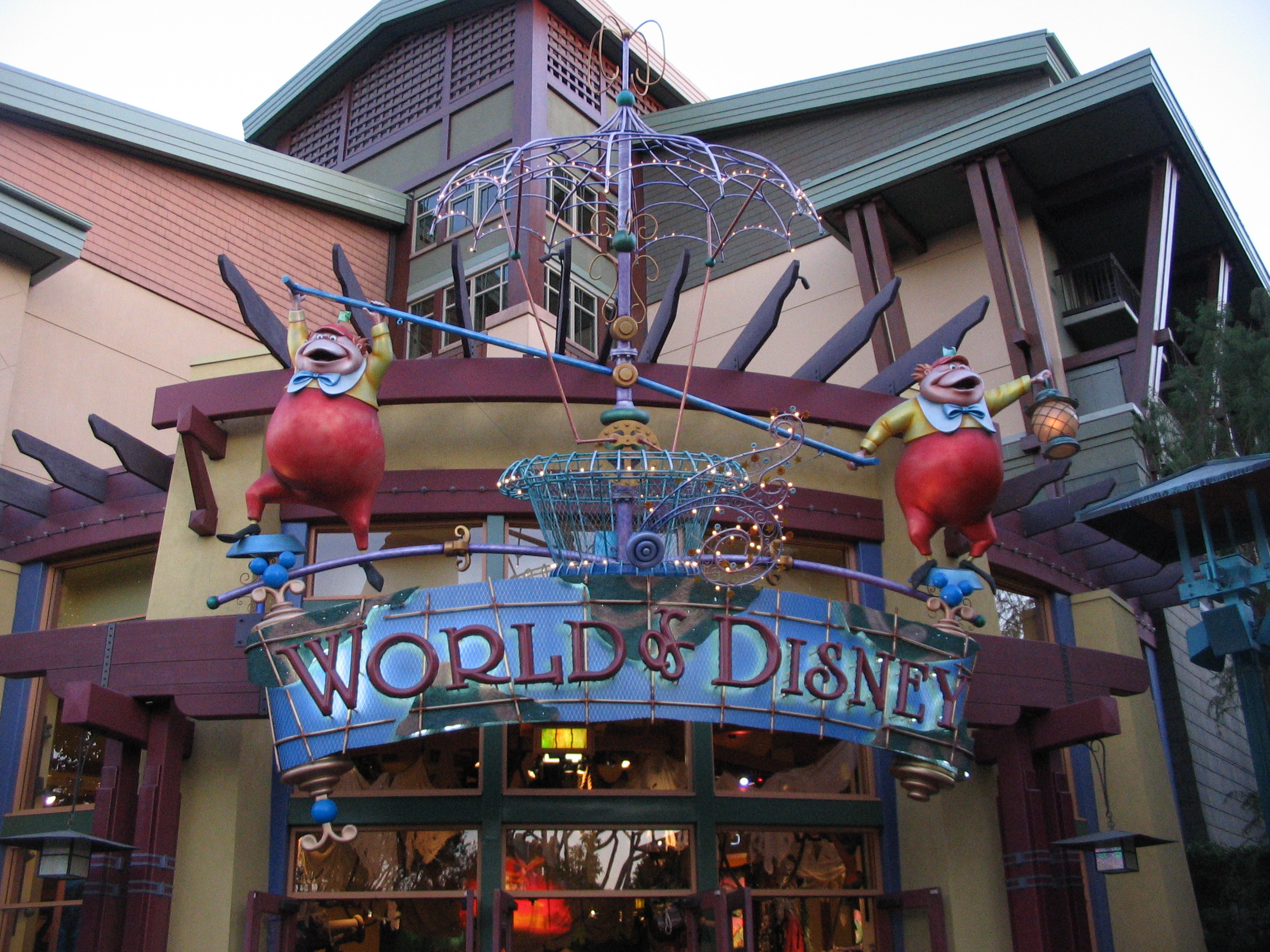
Entrée Ouest.
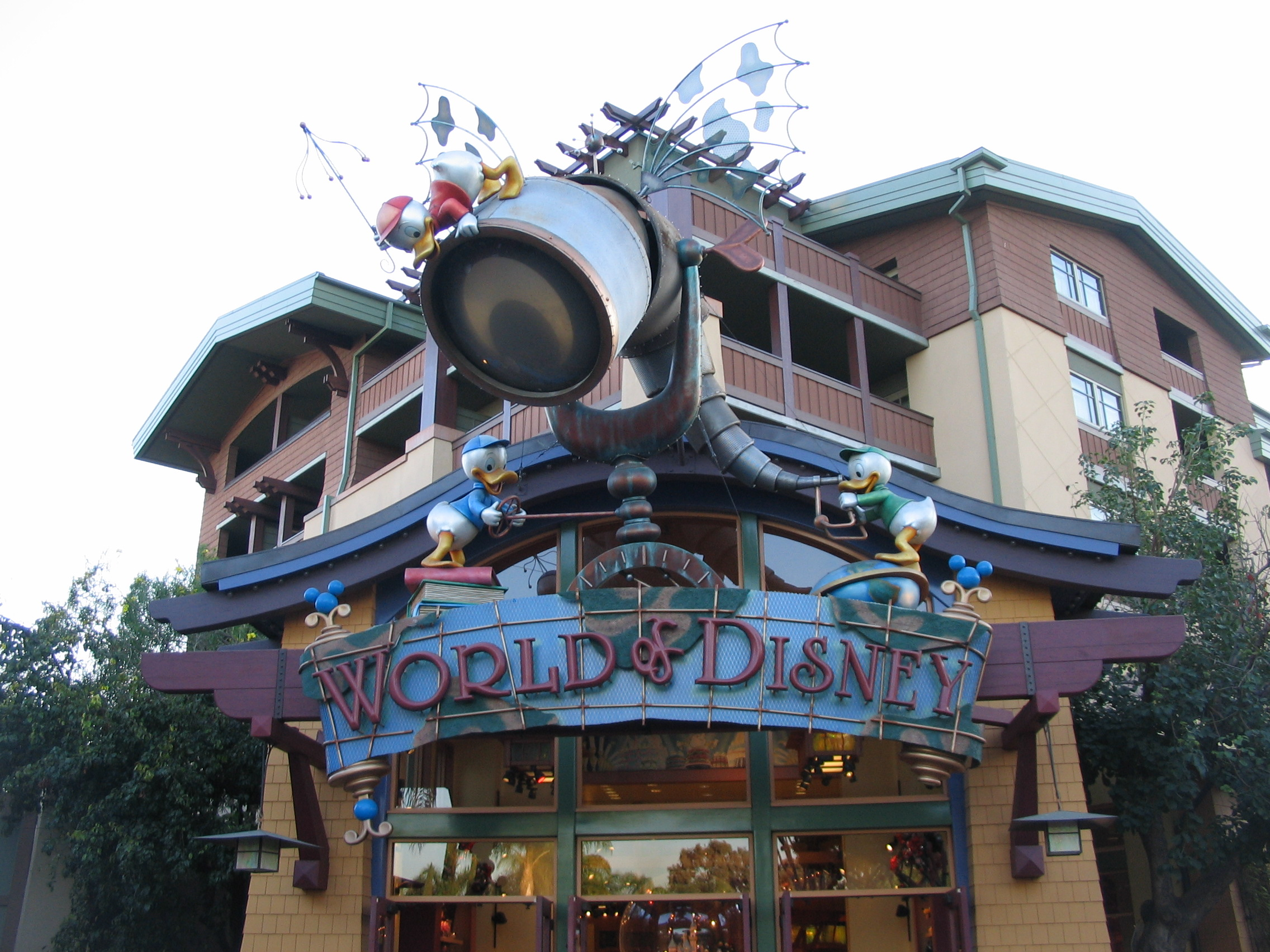
Entrée Est.

Dans le bâtiment permettant la transition entre l'aile du Disney's California Adventure et la place art déco "fleurie".
- Marceline's Confectionery est une boutique traditionnelle de bonbons, tenue par Disney. Son nom évoque la ville où grandit Walt Disney jusqu'à l'âge de 10 ans.
- Club Libby Lu est une boutique de mode pour les jeunes filles. Elle a ouvert début 2005 et est découpée en plusieurs sections :
  - Style Studio est un "centre esthétique" où l'on peut devenir sa star préférée.
  - Sassy Celebrations est le lieu de cérémonie pour la fête du moment.
  - Libby's Laboratory permet de créer ses propres concoctions pour le bain ou la douche.
  - Libby's Bedroom permet de décorer sa chambre dans le style Libby Lu.
  - Libby's Closet propose des vêtements et accessoires.

Ce magasin remplace l'ancien Petals qui proposait des objets sur le thème des fleurs
Juste après, un passage permet de monter dans les étages ou de rejoindre une cour intérieure, le Brisa Courtyard, traversée par le monorail, accédant au hall principal de l'hôtel.
- Ensuite une boutique Sephora propose des parfums.
- À côté le restaurant Jamba Juice, ouvert en 2004, propose des jus de fruits et des boissons énergisantes.

Il remplace le magasin Soliton qui vendait des objets de décoration un peu fous.
- Quiksilver est une boutique de vêtements sur le surf et les autres produits de cette marque.

Cette boutique remplace depuis 2004 Liquid planet, qui proposait la même chose.
- Fossil propose (ouverte le 4 août 2006)

Remplace la boutique Mainspring qui vendait des montres est fermée depuis 2004, Starbucks aurait été intéressé par cet espace.
De l'autre côté, le bâtiment comprend :
- Un stand Häagen-Dazs de glaces et crèmes glacées.
- Basin™ est une boutique de produits naturels pour le corps
- Napolini est une pizzeria à emporter et un snack. Ils dépendent du restaurant mitoyen Naples

Elle remplace le Tin Pan Alley depuis début 2004.
- Naples est un restaurant italien.